# Puerto Pilcomayo
Puerto Pilcomayo é um município da Argentina, localizada na província de Formosa.